# Grands Sables de Mayence

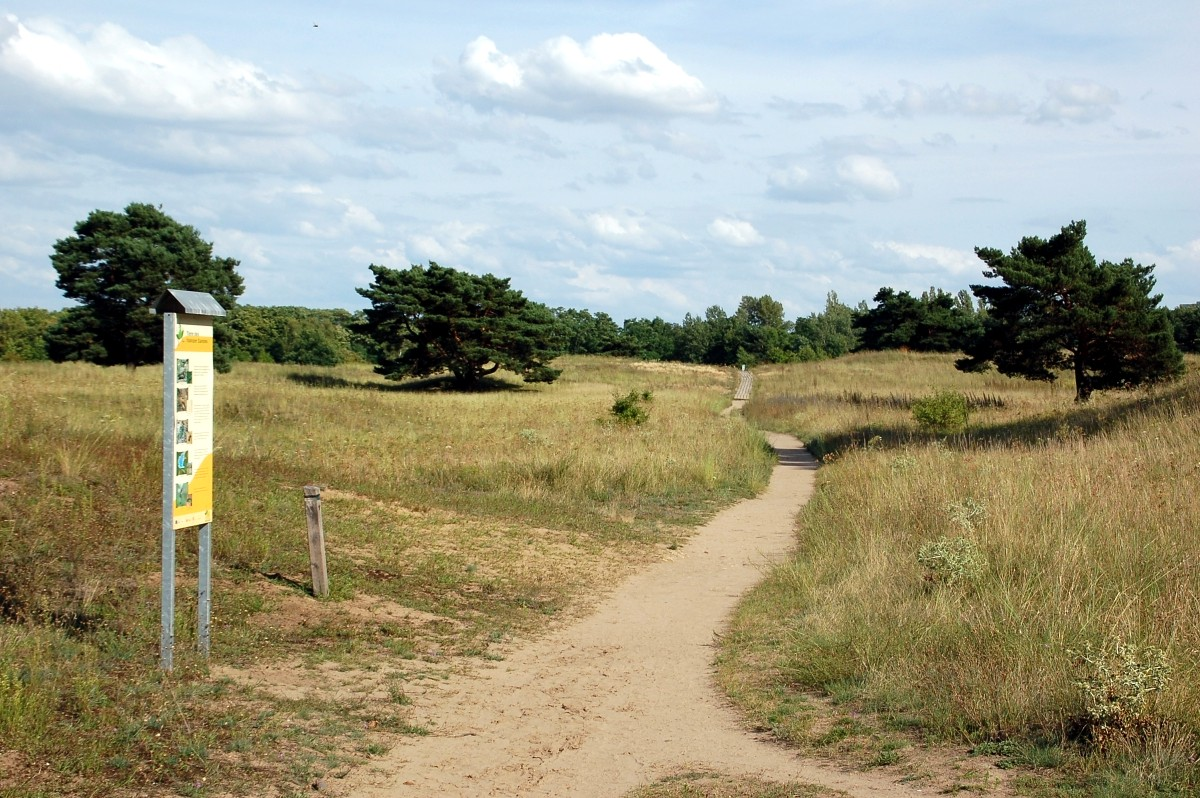
Chemin; Grands Sables de Mayence

Les Grands Sables des Mayence est le nom d'une petite réserve naturelle à Mayence en Allemagne, importante toutefois d'un point de vue géo-écologique et botanique au niveau supra-régional. 
On y trouve de nombreuses plantes et animaux rares, certaines comme l'orcanette des sables ne se trouvent pas ailleurs en Allemagne et même ici sa population est faible.
La zone des dunes est née après la dernière période glaciaire (Glaciation de Würm) et le premier peuplement de plantes, il y a environ 12 000 ans. Des plantes de cette période, qui ne peuvent être trouvées autrement que dans les secteurs de steppe de l'Europe du Sud-est et asiatique interne et/ou dans le bassin méditerranéen, croissent ici grâce au sol sablonneux qui peut facilement tiédir, et qui est sec et pauvre en substances nutritives. La superficie de la réserve naturelle est relativement faible (127 ha).
Les grands sables sont situés entre les quartiers de Mayence, de Mombach et de Gonsenheim, et s'élargissent au Rhin et aux prairies commençant à Mombach. La forêt de Lenneberg (700 ha) est le plus grand secteur de forêt d'un seul tenant de la région et elle est adjacente à la Hesse rhénane. La forêt de Lenneberg est également un espace naturel protégé et possède en partie la même flore et la même faune que les Grands Sables.

## La naissance du grand sable
Dans le Pléistocène tardif, peu avant la fin de la dernière période glaciaire, le sable aérien a formé de grandes dunes dans les courtes phases d'été de la vallée du Rhin. Le sol s'est composé ainsi de sable fin blanc et riche en calcaire qui ne pouvait stocker que peu d'eau et d'éléments nutritifs, mais qui pouvait bien tiédir.
Vers la fin de l'ère glaciaire, au plus tard dix mille ans avant Jésus-Christ, les masses de glace se sont retirées vers le nord. Immédiatement, une steppe froide a pris naissance. Avec un réchauffement croissant en Europe centrale, une végétation de steppe est née par l'immigration de plantes des secteurs plus au sud. C'est en partie celle-ci qui survit aujourd'hui aux Grands Sables. Une végétation de pins plus facile à acclimater a apparu ensuite. Un reboisement du secteur au cours de la poursuite du réchauffement a déplacé toutefois de plus en plus loin cette flore de steppe, de sorte que celle-ci ne pouvait se tenir que dans très peu de secteurs. En Allemagne centrale, ce secteur de dune intérieur est allé à l'origine au sud avec sa flore de sable typique d'Ingelheim-Am-Rhein vers Mayence au bord du Rhin et plus au loin à Heidelberg. Le pin parasol a également été déplacé : il ne pouvait se tenir que sur des emplacements de sable pauvres en substances nutritives.
Cela conduit à la végétation actuelle : les plantes de steppe sablonneuse aux Grands Sables et la forêt de chêne et de pin dans la forêt de Lenneberg. Pour la forêt de mélange d'ailleurs fréquente en Allemagne, le climat est sec et le sol trop pauvre en substances nutritives.
Cela a été soutenu encore par l'exploitation des surfaces par les hommes : avec le pâturage de forêt, où les moutons et les chèvres préfèrent les feuillus, et le bois de feu ou bois dur, choisis comme combustibles.

## Les grands sables dans le présent

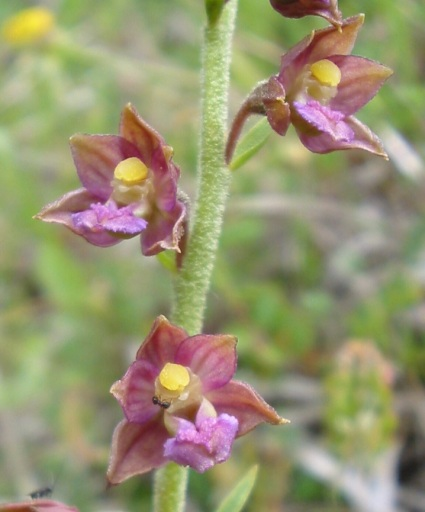
Épipactis pourpre noirâtre, Epipactis atrorubens

Le terrain a été utilisé plus tard aussi militairement. D'abord par les troupes prussiennes et autrichiennes de la forteresse fédérale Mayence. Des arbres ou de plus grands arbustes ont été éliminés petit à petit pour aménager un champ de tir pour l'artillerie.
Aussi l'utilisation militaire ultérieure par les troupes prussiennes et autrichiennes de la forteresse fédérale de Mayence a empêché l'expansion naturelle de la forêt de Lenneberg voisine. Après la Première Guerre mondiale (Charles Mangin); le Reichswehr et la Wehrmacht utilisent le secteur comme aire d'entraînement, ainsi que plus tard les forces armées de la Seconde Guerre mondiale, troupes françaises et plus tard américaines. Des parties du Grand Sables de Mayence sont aujourd'hui encore des terrains d'entraînement des troupes américaines.
De plus grandes parties des Grands Sables sable ont été utilisées parallèlement pour les plantations de fruits à partir de 1900. En 1933, l'urbanisation des régions périphériques du Grand Sables de Mayence a commencé et en 1939 une partie des trente-trois hectares des Grands Sables de Mayence a été créée comme réserve naturelle.
La construction de l'autoroute fédérale No 643 a obligé à sectionner les Grands Sables en deux parties. À l'est de l'autoroute, se trouve la réserve naturelle originale.
En 1994, la réserve naturelle a été étendue à 94 ha. Les secteurs à venir sont le champ supérieur (Oberfeld) de Mombach et les secteurs utilisés encore militairement.

## Conflits

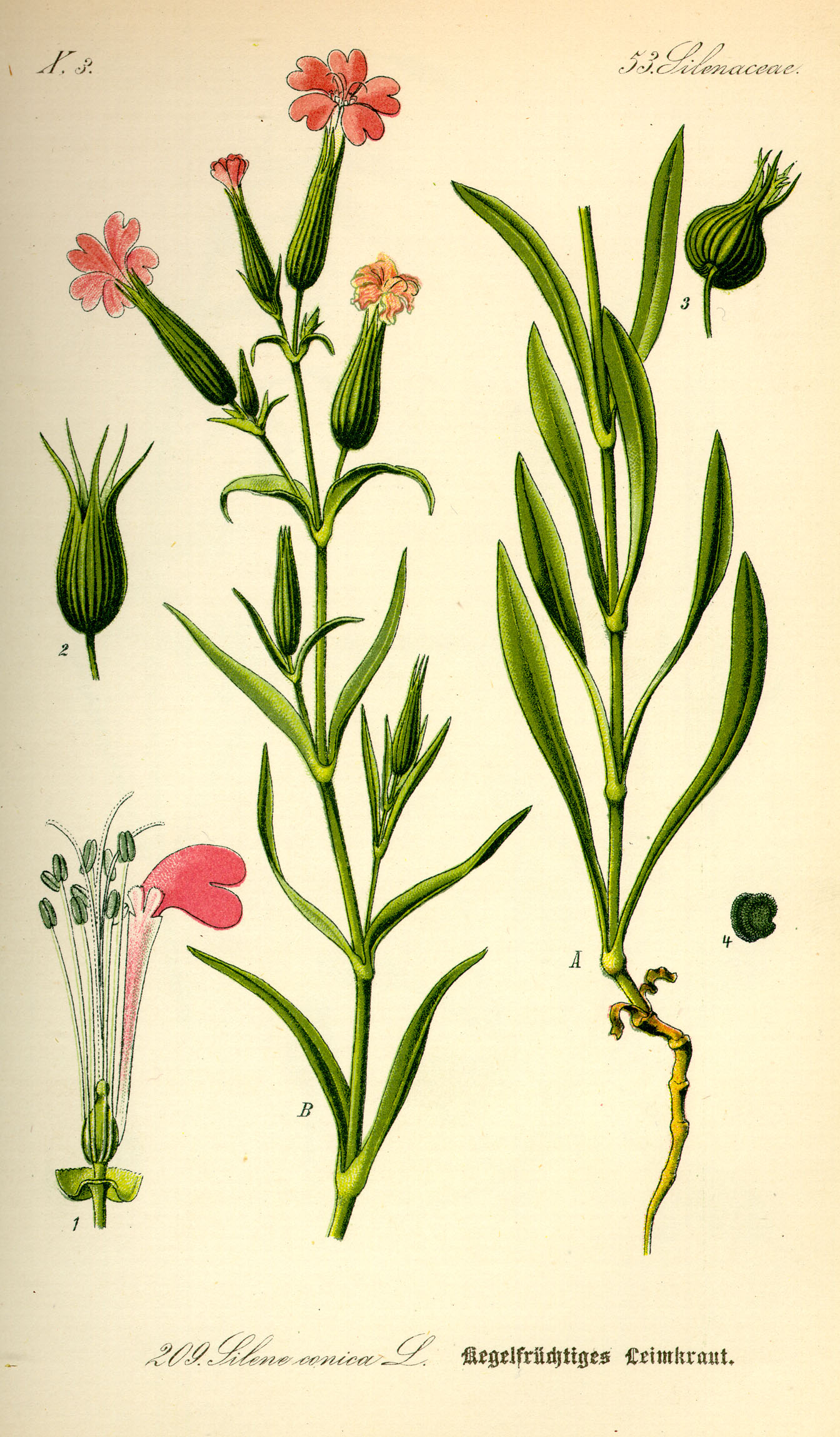
Silène conique, Silene conica

Aujourd’hui il existe de multiples conflits, à cause d'une utilisation du secteur qui provoque la destruction d'une partie de la flore et de la faune, mettant le système écologique en danger. Sur les habitats secs, des arbres comme les érables, les tilleuls et le robinier faux-acacia sont inacceptables parce qu'ils font beaucoup d'ombre et que leur feuillage engraisse le sol. C'est au contraire le sol sec et sablonneux aux habits lumineux et pauvre en substance nutritives qui, justement, est typique de cette réserve naturelle. C'est la terre sablonneuse et perméable qui rend plus fort l'effet de climat sec. La végétation des clairières en plein soleil contient des Calamagrostis epigejos et rappelle les pelouses sèches des « Sables de Mayence ».
Tous ces espaces écologiques avec leur faune et leurs plantes caractéristiques sont alliés dans un grand système. Mais depuis quelques années ce système écologique est en grand danger. Ce ne sont pas seulement les arbres qui sont menacés, mais à un plus haut degré les herbes et les animaux rares. C'est à cause de la « pluie acide » due aux nouveaux bâtiments en voisinage de plus en plus proches et au grand nombre de citadins qui cherchent le repos des parcs naturels des environs, provoquant l'encombrement des routes qu'un grand nombre de plantes et d'animaux typiques sont en voie de disparition.
De plus, des broussailles impropres gagnent du terrain et étouffent la végétation originale. Une conservation du système est seulement possible quand on classe les habitats lumineux, quand les promeneurs acceptent les règles fondamentales et enfin lorsqu'on enlève certains arbres.
C’est une région qui est très fréquentée par les habitants de Mayence et de Budenheim. Chaque année, près d'un million de personnes visitent les sables et la forêt de Lenneberg, accompagnés par 90 000 chiens. Ceci a bien sûr une influence sur cette région sensible. Les déchets de la civilisation et les excréments des chiens changent la composition des communautés florales.

## Flore
Ce sont des plantes des sols sableux sur substrat calcaire.

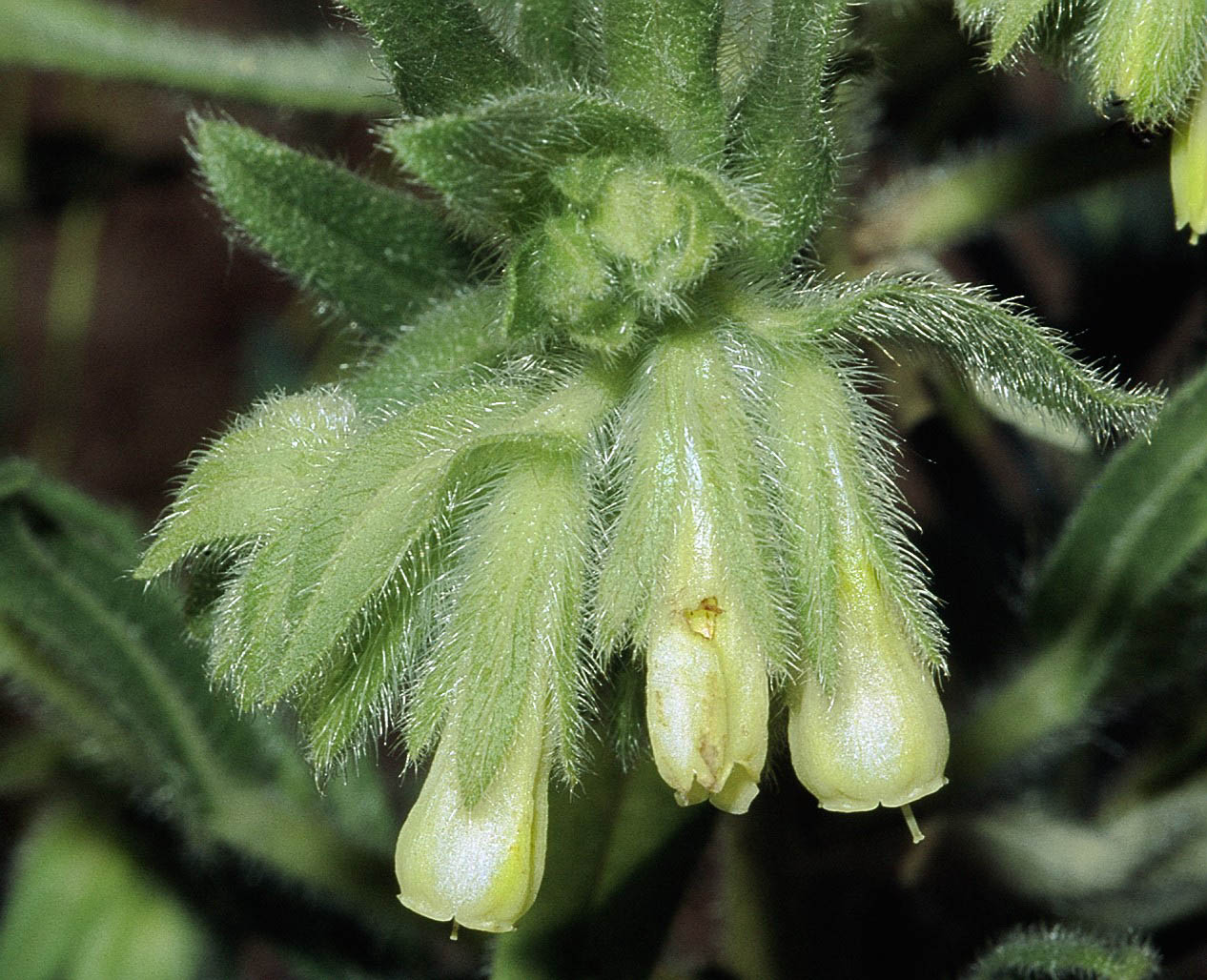
Orcanette des sables (Onosma arenaria)

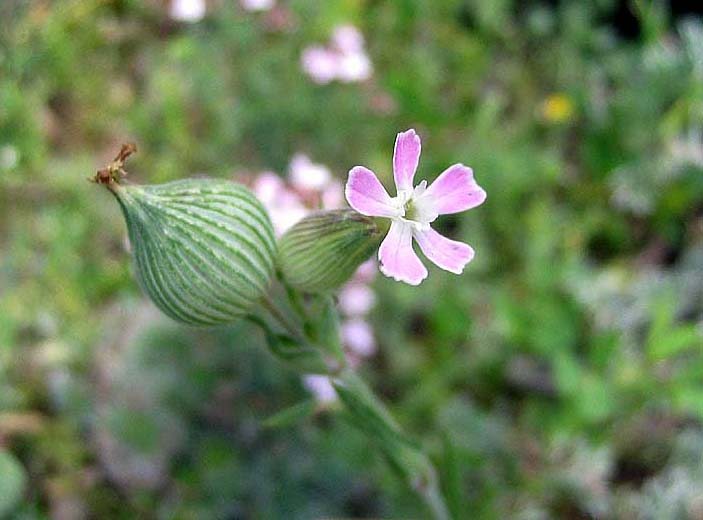
Silene conica

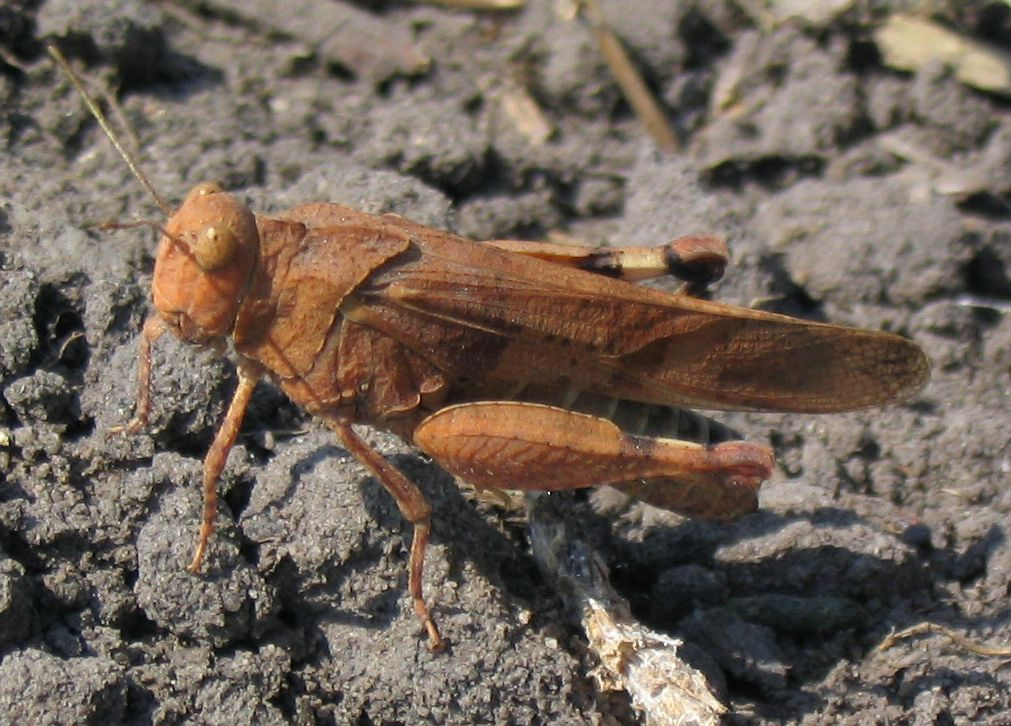
L'œdipode bleue (Oedipoda caerulescens)

- Onosma arenaria (Orcanette des sables)

Grâce à la chaleur et à une sécheresse inhabituelles pour l'Allemagne, une végétation propre s'adapte ici, faisant du secteur une réserve naturelle de première importance. Des plantes de steppe rares croissent ici, que l'on ne trouve ailleurs qu'à l'est, dans la Puszta hongroise et dans la steppe eurasienne. Beaucoup de ces plantes sont menacées par la disparition et sont sur la liste rouge de types menacés. 
Plantes menacées de disparition aux Grands Sables de Mayence : 
- Bassia laniflora - (menace de disparition)
- Epipactis atrorubens, Épipactis pourpre noirâtre, (Orchidaceae) - (fortement menacé)
- Gypsophila fastigiata, (Caryophyllaceae) - (fortement menacé)
- Silene conica, Silène conique (Caryophyllaceae) - (fortement menacé)
- Adonis vernalis, Adonis de printemps (Ranunculaceae)
- Scorzonera purpurea - (fortement menacé)
- Eryngium campestre, Panicaut champêtre

## Faune
- Huppe fasciée (Upupa epops)
- Oedipoda caerulescens (fam. Acrididae)